# Bộ Giáo lý Đức tin
Bộ Giáo lý Đức tin (Latinh: Congregatio pro Doctrina Fidei viết tắt C.D.F., trước đây gọi là Thánh Bộ Tòa án Dị giáo Tối cao của Rôma và Hoàn vũ, gọi ngắn gọn là Tòa án Dị giáo Rôma) là cơ quan lâu đời nhất trong Giáo triều Rôma của Tòa Thánh. Được thành lập bởi Giáo hoàng Phaolô III vào năm 1542, mục tiêu duy nhất bộ này là "phổ biến Giáo lý Công giáo và bảo vệ những quan điểm truyền thống Kitô giáo nếu nó gặp nguy hiểm trước các học thuyết mới không thể chấp nhận được". Văn phòng của bộ này đặt tại Điện Thánh Bộ, ngoại thành Vatican. Ban cố vấn của bộ gồm các hồng y, Giám mục, linh mục, giáo dân là những nhà thần học và giáo luật. Trong các nước Công giáo, tên gọi thông thường của Bộ này là Thánh Bộ (Santo Oficio).Ngày 14/2/2022, Đức Giáo Hoàng Phanxicô  đã ban hành Tự sắc “Fidem servare” - bảo vệ Đức tin - trong đó ngài sửa đổi cơ cấu nội bộ của Bộ Giáo lý Đức tin. Cụ thể Đức Giáo Hoàng thành lập hai phân bộ phụ với thẩm quyền riêng biệt về giáo lý và kỷ luật, và bổ nhiệm Tổng Thư ký cho mỗi phân bộ.

## Lịch sử
Ngày 21 tháng 7 năm 1542, Giáo hoàng Phaolô III công bố Tông Hiến Licet ab initio, thiết lập Thánh Bộ Tòa án Dị giáo Tối cao của Rôma và Hoàn vũ. Các viên chức gồm các hồng y và các giao sĩ có nhiệm vụ "duy trì và bảo vệ sự toàn vẹn của đức tin, kiểm tra và chống lại các học thuyết sai trái". Nó được coi là tòa án tối cao xét xử các vụ việc mà giáo hội cho là dị giáo và là một phần quan trọng của Phong trào chống cải cách. Năm 1904, Giáo hoàng Piô X đổi tên cơ quan này thành Thánh bộ Nhiệm Thánh Tối cao. Tại nhiều quốc gia có truyền thống Công giáo, người ta gọi đơn giản là Thánh Bộ.
Đến ngày 7 tháng 12 năm 1965, khi bế mạc Công đồng Vatican II, cơ quan này được đổi tên thành Thánh bộ Giáo lý Đức tin. Từ năm 1983, khi Bộ Giáo Luật ra đời và có hiệu lực thì chữ "Thánh" đã bị loại bỏ trong tên của tất cả các bộ thuộc Giáo triều Rôma và do đó, Thánh bộ Giáo lý Đức tin ngày nay có tên là Bộ Giáo lý Đức tin.